# Prasville
Prasville település Franciaországban, Eure-et-Loir megyében. Lakosainak száma 449 fő (2022. január 1.). Prasville Éole-en-Beauce, Les Villages Vovéens, Ymonville és Beauvilliers községekkel határos.

## Népesség
A település népességének változása:
| Lakosok száma | 326  | 261  | 257  | 324  | 468  | 445  | 431  | 433  | 438  | 449  |
|               | 1968 | 1982 | 1990 | 2006 | 2013 | 2015 | 2017 | 2019 | 2020 | 2022 |